# 托马斯·迪格斯
托马斯·迪格斯（英語：Thomas Digges，1546年—1595年），文艺复兴时期欧洲的科学家之一。为伦纳德·迪格斯的长子，曾求学于约翰·迪伊的门下。他编订了他父亲的著作，并出版了他自己关于立体几何方面的论著。

## 扩展阅读
有关托马斯·迪格斯的文献：
- 弗兰西斯·约翰逊和桑福德，《托马斯·迪格斯、哥白尼体系和1576年的宇宙无限论》，亨廷顿图书馆（1934年）： 69-117.
- 爱德华·罗伯特·哈里森（1987年），《黑暗的前夜》，哈佛大学出版社： 211-17.
- 约翰·格拉宾（2002年），《科学的历史》，企鹅出版社。
- 弗兰西斯·约翰逊（1937年），《文艺复兴时期的英国天文学思想：从1500年到1645年的英国科学著作的研究》，霍普金斯出版社。
- 马丁（1982年），《伊丽莎白一世时代的英国天文学，1558年到1585年：托马斯·迪格斯与布鲁诺》，蒙彼利埃。
- 布瑞恩维克斯（主编），《隐蔽的科学精神复兴》，剑桥：剑桥大学出版社，1984年 ISBN 0-521-25879-0.